# Sebastián López Gómez
Sebastián López Gómez (Águilas, Murcia, 14 de abril de 1975), más conocido como Sebas López es un entrenador de fútbol español que actualmente dirige al Lorca Deportiva, equipo que milita en el Grupo 13 de Tercera Federación.

## Trayectoria
Natural de Águilas, Sebas comenzaría su carrera en los banquillos en la temporada 2011-12 en las filas del Club Deportivo Vera de la Primera Andaluza.
En la temporada 2012-13, se convierte en entrenador del Sporting Aguileño de la Preferente Autonómica de la Región de Murcia, al que dirige durante dos temporadas.
En la temporada 2014-15, firma por el Huércal-Overa Club de Fútbol del Grupo XIII de la Tercera División de España, con el que acabó en tercera posición y disputó los play-offs de ascenso a la Segunda División B de España.
En la temporada 2016-17, firma por el Águilas Fútbol Club del Grupo XIII de la Tercera División de España, con el que acabó en tercera posición y disputó los play-offs de ascenso a la Segunda División B de España.
En la temporada 2017-18, firma por el Club Atlético Pulpileño del Grupo XIII de la Tercera División de España. En las filas del conjunto almeriense acabaría en el tercer puesto de la clasificación en su primera temporada, en quinta posición la segunda temporada, en segunda posición la tercera temporada y otra vez en segunda posición durante la cuarta temporada, esta vez, logrando el ascenso de categoría.
El 17 de mayo de 2021, el Club Atlético Pulpileño consigue el ascenso a la Segunda Federación tras lograr la segunda posición del Grupo XIII de la Tercera División de España y ascender matemáticamente tras ganar al FC Cartagena B por cero goles a uno en el Estadio Cartagonova.
En la temporadas 2021-22, Sebas dirige al Club Atlético Pulpileño en su debut en la Segunda Federación. El 12 de abril de 2022, sería destituido como entrenador del Club Atlético Pulpileño, tras lograr 8 victorias y 10 empates en 29 partidos disputados y reemplazado por José Luis Rodríguez Loreto.
El 11 de julio de 2022, firma como entrenador del Águilas Fútbol Club de la Tercera Federación, con el que lograría el ascenso a Segunda Federación.
En la temporada 2023-24, dirige al conjunto aguileño en la Segunda Federación, hasta que el 19 de febrero de 2024 es destituido debido los últimos resultados cosechados en las últimas jornadas.

## Clubes

### Como entrenador
| Club               | País   | Año       |
| ------------------ | ------ | --------- |
| CD Vera            | España | 2011-2012 |
| Sporting Aguileño  | España | 2012-2014 |
| Huércal Overa CF   | España | 2014-2015 |
| Águilas FC         | España | 2016-2017 |
| Atlético Pulpileño | España | 2017-2022 |
| Águilas FC         | España | 2022-2024 |
| Lorca Deportiva    | España | 2024-     |